# Canudos do Vale
Canudos do Vale es un municipio brasileño del estado del Río Grande do Sul. Su población estimada en 2010 era de 1807 habitantes.